# 서대구역
서대구역(西大邱驛, 영어: Seodaegu Station)은 대구광역시 서구 이현동에 있는 경부선 및 대경선 광역전철의 철도역이다. 본래는 화물 거점역으로 계획되어 착공 이래 토목공사 등의 기반 시설 설치 및 역사 건립을 마쳤지만, 대구복합화물터미널 사업이 표류하면서 영업을 시작하지 못하고 사실상 방치되어 왔다. 그러다가 2014년 지방선거 출마 당시 "서대구역 고속철도 정차"를 공약으로 내세웠던 권영진 후보가 대구광역시장에 당선된 후 여객영업 기능을 추가하기로 하여, 217,000여 m2에 이르는 넓은 부지를 바탕으로 경부고속철도 및 대경선 광역전철의 통합 역사로 신축되어 복합 환승 교통의 거점지로 탄생하었다.
2029년까지 대경선 광역전철을 비롯한 대구산업선, 달빛철도, 대구경북선(군위 신공항 연결 철도)가 추가로 개통되면, 서대구역은 대구광역시의 교통의 요충지로 발전할 것이다. 이를 위해 대구광역시는 서대구역의 앞에 넓은 광장도 만들고 있으며 대규모의 역세권을 개발하는 사업도 추진하고 있다.

## 역사

### 화물터미널 조성 사업
본래 서대구역은 화물역으로 계획되었다. 1991년 6월에 법인이 설립되고 1993년 9월에 도시계획 시설로 결정되어, 1996년 12월부터 대구광역시와 철도청(현 한국철도공사), 민간업체 22개사가 공동으로 출자하여 제3섹터 방식으로 대구광역시 서구 이현동의 부지에 서대구 복합 화물역사를 건립하는 공사가 추진되어 왔다. 1997년 2월 21일에 대구복합화물터미널 기공식이 열렸으나, 동년 12월 4일에 벌어진 IMF 사태의 여파로 대구복합화물터미널 주간사였던 청구그룹이 부도가 나며 사업이 중단되었다. 사업은 2000년 6월에 재개되어 역사 건립까지 완료되었으나, 이번에는 영업 시설에 투자할 사업 주관사에 희망하는 업체가 없어 이를 선정하지 못하는 바람에 2003년 이래 수 년간 방치되었다.
2004년에는 민자역사 건립안이 나오기도 하였다. 하지만 오히려 감사원이 1995년 이래 112억 5천만 원을 투입해 제3섹터를 설립하였으나 서대구화물역에 대한 사업 실적이 전혀 없는 것에 대해, 출자지분을 조속히 회수 또는 청산하라는 내용을 행정자치부에 전달하였다. 2005년의 시점에 이미 130여억 원의 자금을 투입했던 대구광역시는 뒤늦게 백지화를 발표하게 되었고, 엎친 데 덮친 격으로 대구복합화물터미널의 청산 시기까지 놓치게 되면서 화물역 예정 부지의 정비를 위한 국고를 제대로 확보하지 못하게 되는 등의 잇단 졸속 행정이 반복되었다. 그러자 대구광역시의원들 사이에서도 '대구광역시가 시민에게 사과해야 한다'며 시정을 질책하기에 이르렀다.
결국 2006년 3월에 이르러서야 대구광역시와 한국철도공사가 대주주인 대구복합화물터미널을 폐업하여 완전히 청산하게 되었다. 그러나 폐업 당시 터미널 측이 2006년 1기분 부가가치세 매출과표를 0원으로 작성하였으나, 서대구세무서가 이를 무시하고 서대구화물역의 자산을 기초로 17여억 원의 부가가치세를 부과하자 대구복합화물터미널 측이 반발해 법적인 분쟁으로 이어지게 되었다. 대구지방법원 행정부는 2009년 12월 17일 대구복합화물터미널이 서대구세무서를 상대로 한 부가가치세 취소 소송에서 원고인 대구복합화물터미널에 대해 승소 판결을 내렸다.

### 사업 백지화 이후
2008년에 이르러 대구광역시는 본래 한국철도공사, 대구광역시와 서구가 함께 분할 소유하고 있던 부지를 경부선 철도가 통과하는 건설교통부(현 국토교통부) 부지를 제외한 채 모두 매입하여 물류 시설 투자에 관심이 있는 민간 업체를 유치해 개발을 진행하기로 하고, 구체적으로는 기존의 컨테이너 야적장, 대형 창고 등을 건립하는 것 외에도 대경권 광역전철의 역사와 시내외 버스 터미널 등을 조성하기로 하였다. 2009년 대구경북연구원 교통물류연구실의 한 연구위원은 대경CEO브리핑에서 '역 부지를 대구권 광역철도의 역세권으로 개발해야 한다'고 주장하였다. 대구시의회의 김의식 의원도 2009년 9월 16일 임시회에서 '서대구산업단지의 발전을 위해서는 서대구화물역의 개발이 필요하다'면서 '시는 아무런 계획이 없다'며 대구광역시의 시정을 질책하기도 하였다. 하지만 같은 해 10월 한국철도공사 측에서 정부의 철도 수송 분담률 향상 정책으로 인해 부지 매각에 난색을 표하며 대구광역시의 부지 매입은 차질을 입게 되었다.
매입 계획이 실패하자, 대구광역시는 2009년 11월부터 2012년 10월까지 대구 도시철도 3호선의 기둥 제작 장소로 서대구화물역의 부지를 임차했다. 2011년 10월 26일 이 지역의 구청장으로 재보궐선거를 통해 당선되어 취임한 강성호 서구청장은 2012년 구정 계획 중 하나로 서대구화물역과 서대구산단 연계 개발을 공약하였다.

### 서대구 교통 허브화
서대구화물역의 넓은 부지는 서대구권 일대의 교통 허브로 종종 거론되어 왔으며, 2014년 6월 지방선거로 당선된 권영진 대구광역시장의 주도로 서대구역의 여객 영업을 추진하기 시작했다. 당시 대구광역시는 고속열차와 광역철도가 정차하는 역을 목표로 정했고 서구는 기차와 고속버스, 시외버스의 환승이 가능한 복합 환승센터를 목표로 정해서 시각차를 가졌다. 2015년 7월 21일 예비타당성조사를 통과한 대구권 광역철도 사업에도 서대구화물역을 전철역으로 재탄생하는 것이 포함되었다. 대구광역시와 국토교통부는 각자 타당성 조사를 진행해서 서대구역의 신설이 경제적 타당성이 충분하다는 결과를 얻었다.
정부는 서대구역 건설을 위한 예산을 2016년 예산에 반영했다. 2016년 12월에 이 예산에 따라서 진행된 기본 설계가 완료되면서 대구광역시는 대구의 시조(市鳥)인 독수리가 날아오르는 형태의 선상역사를 공개했다. 또 2017년 6월에는 대구광역시가 진행한 기본 설계를 바탕으로 시와 한국철도시설공단이 실시 설계를 시작했다. 실시 설계는 2018년 11월에 모두 완성되었다. 2019년 4월 18일 오후에 기공식이 열렸다.
2022년 3월 31일 개통을 앞두고 SRT 1일 편도 5회(주중과 주말휴일 동일), KTX 1일 월~목 편도 13회/금~일 편도 14회 정차가 확정됐다. 단, 포항으로 가는 KTX는 서대구역에 정차하지 않으며, 서대구역에 정차하는 하행 기존 경부선경유 KTX는 경산에 정차하지 않는다. 서대구역에 정차하는 상행 열차들은 대구북연결선 이북으로 모두 경부고속선/수서평택고속선을 경유하고, 수원과 영등포에 정차하는 편성은 서대구역에 들어오지 않는다. 하행 열차들은 SRT를 제외하고 대부분 구포 경유 부산행 및 경전선 KTX(진주, 마산행)가 들어오며, 2023년 9월에 신설된 동해선/경전선 SRT는 서대구역에 정차하지 않는다. 행신역으로는 1회만 운행한다.

## 연혁
- 2015년 9월 23일 : 타당성조사 착수
- 2017년 12월 14일 : 기본설계 완료
- 2019년 4월 18일 : 착공
- 2021년 9월 9일 : 철도거리표 고시[33]
- 2021년 12월 25일 : 역사 건물 완공.
- 2022년 3월 31일: 영업 개시[34]
- 2024년 12월 14일 : 대경선 광역전철 1단계 구미 ~ 경산 구간 개통

## 역 구조
4층 규모의 선상역사며, 고속철도역과 대경선의 통합 역사로 건설되었다.
대합실과 역무시설은 3층에 있으며, 대합실 통로를 중심으로 대경선 승차 계단과 고속철도 승차 계단이 대칭하고 있다. 서울방향 승강장과 부산방향 승강장 사이에 매표소, 티켓자판기, 역무실, 스토리웨이, 부대시설, 대합실이 있고, 식당가는 4층에 있다.
화물역 계획 당시 세워졌던 역사 건물은 지금의 역사를 신축하면서 철거됐다. 선상역사로 신축되는 역사 건물은 이현삼거리 북쪽으로 당겨서 건립됐다. 또한 남측 출구가 바로 보이는 이현삼거리 북쪽에 서대구역 진입 도로가 설치됨에 따라, 이현삼거리는 서대구역네거리로 변경됐다. 남측 출구는 충북선 철로 옆에 있는 오송역 7번 출구같이 출입구에서 철로가 바로 보이는 형태다. 남측 광장에는 시내버스와 택시 승강장이 설치되어 서대구역 진입 도로를 통해 차량이 출입하고, 비산염색산단과 인접한 북측 광장에도 버스 및 택시 전용 승강장과 진입 도로가 설치됐다.
시내버스는 거의 대부분이 남측 1번 출구로 들어오며, 2선식으로 시내방향(1번)과 상리동/방천리방향 정류장(2번)이 분리되어 있다. 비산염색산단 옆에 있는 북측 2번 출구는 성서3번 팔달시장역 지선이 1일 5회(세천리경유 2회, 이천리경유 3회)만 정차하며, 시내버스 정류장에 성서3번 시간표가 붙어 있다. 성서3번 팔달시장역 지선이 1일 5회만 들어오기 때문에 2번 출구의 시내버스 정류장은 1번 출구와 달리 1선만 있다. 2025년 2월 말에는 시내버스 회차장을 추가하여 몇몇 시내버스 노선들의 기종점으로 이용할 예정이다.
대경선 전철 외에는 역 바로 앞에 도시철도역이 없다. 대경선 연선 외에는 목적지에 따라 감삼역(남구2번), 죽전역(급행8번), 용산역(서구2번), 만평역(725번), 팔달시장역(232(-1)번, 309번, 520번) 등지에서 환승할 수 있다. 다만 서대구역으로 운행하는 시내버스 노선들은 대부분 배차간격이 다소 긴 편이며, 전술했듯이 북편에는 성서3번이 1일 5회만 정차한다.
북부정류장에서 출발하는 일부 시외버스들이 서대구역 북측 출구에서 중간 승차하고 서대구IC로 간다.(서대구역매표소 중간 하차는 불가) 무인매표소로 운영되고 티켓자판기가 설치되어 있으며, 성서3번 전용 정류장 반대쪽에 시외버스 중간 승차장이 있다.
북편과 남편에 주차장이 마련되어 있으나, 양 주차장의 관리 주체는 서로 다르다. 북편 주차장은 코레일네트웍스 관할이고, 남측 주차장은 대구공공시설관리공단 관할이다. 이후 서대구역네거리 방향에 공영주차장이 추가됐다.

### 선로 구조
서대구역은 경부선상에 있기 때문에, 기존 대구북연결선을 통해 고속열차가 출입한다. 2015년 8월 1일에 경부고속선의 대구 도심 구간이 개통했는데, 새로 건설된 신동역 북쪽의 대구북연결선에서 분기하는 경부고속선은 서대구역 목전에서 지하로 진입해 방천터널을 통해 지상으로 나온다. 즉, 서대구역에 정차하는 고속열차는 배선상 방천터널로 가지 못하므로, 기존 대구북연결선으로 진출입할 수밖에 없다. 서대구역 승강장의 대구역 방향 끄트머리에는 캐노피처럼 솟아 있는 부분이 있는데, 이 곳이 경부고속선 방천터널 출입구다.

### 승강장
2면 4선의 중간에 통과선이 있는 상대식 승강장으로, KTX와 SRT 정차가 가능하도록 20량 기준으로 설계되었다. 가운데 2선과 지하 2선은 경부선과 경부고속선 통과선이며, 승강장에서 볼 때 대구역방향 끄트머리에 방천터널 출입구가 있다.
대경선 광역전철용 승강장은 대구역처럼 서쪽(상행방향)에 설치되어 있다. 나머지 공간은 고속철도용 승강장이다.
| ↑ 지천 (경부선) /↑ 왜관(대경선) |
| \| ２                           |
| 동대구 ↓                        |

| 경부선 | KTX·SRT  | 대전 · 천안아산 · 서울 · 행신 · 수서 방면 |                                       |
| 경부선 | KTX·SRT  | 2                                         | 울산 · 부산 · 밀양 · 마산 · 진주 방면 |
| 경부선 | ● 대경선 | 2                                         | 구미 · 경산 방면                      |

## 미래

### 새로운 철도의 개통
지금은 경부선이라는 단일 노선만 통과하는 서대구역이지만 앞으로 2029년까지 대구산업선, 달빛철도, 대구경북선(대구경북신공항 연결 철도)가 추가로 개통되면 5개의 철도가 교차하는 지점이 될 것이다. 우선 가장 먼저, 2024년 말에 대경선이 개통되면 경상북도에서 대구 방향으로 출퇴근하는 수요와 서대구역에서 KTX를 이용하는 수요가 함께 상승할 것으로 예측되고 있다. 다음으로, 2027년에 대구산업선이 개통되면 서대구역에서 대구국가산업단지까지 전동열차를 타고 30분대에 이동할 것으로 예측되고 있다. 그 다음으로, 2030년에 달빛철도가 개통되면 고속화된 열차를 타고 광주광역시까지 1시간대에 이동할 수 있을 것으로 예측되고 있다. 그리고 2033년 이후에 대구경북선이 개통되면 서대구역에서 대구경북신공항까지 열차를 타고 이동할 수 있을 것이다.
대경선은 2019년 3월에 착공되었고 2024년 12월에 개통하였다. 박상우 국토교통부 장관은 대경선 광역전철이 경상북도 구미시부터 대구광역시를 지나서 경산시까지 대구권이라는 하나의 권역으로 묶을 수 있을 것이라고 발언했다. 대구산업선은 설계가 진행 중이다. 달빛철도는 특별법에 의해 추진이 확정되었다. 대구경북선은 윤석열 정부에 의해 수도권 광역급행철도급 x-TX를 투입하는 것이 구상 중이다.
2024년 4월 10일에 실시된 대한민국 제22대 국회의원 선거의 공약으로 권영진은 서대구역을 출발해서 두류공원으로 이어지는 서대구 순환 모노레일을 건설하자는 주장을 펼쳤다.

### 역세권의 개발
2020년 10월, 서대구역세권개발사업의 민간 제안서를 8개 회사로 구성된 1개 컨소시엄이 단독으로 제출했다. 서대구역세권개발사업은 서대구역의 주변에 있는 대구염색산업단지 폐수처리장, 달서천 하수처리장, 한국전력공사 부지 등을 부수고 공공기관과 스포츠·공연시설 등 앵커 시설, 복합환승센터, 연구개발 및 벤처 지원 시설 공간, 교통광장, 판매 및 유통 시설과 주거·상업·업무 등 복합 시설 등을 조성한다는 계획이다. 게다가 2021년 6월, 서대구역세권개발사업은 한국지방행정연구원 지방투자사업관리센터의 타당성 조사를 면제받았다. 그런데 2022년 12월 1일, 대구광역시는 민관공동 개발사업으로 추진했던 서대구역세권개발사업을 공공주도 개발사업으로 전환했다. 대구광역시는 서대구역세권개발사업을 5단계로 나눠서 차례차례로 추진한다는 계획이다.
1965년, 대구시는 대구시의 여러 곳곳에 있는 교통의 요충지에 12개의 광장을 조성한다는 계획을 세웠었다. 서대구역네거리에는 '12호 광장'이 조성될 계획이었지만 광장은 만들어지지 않았었다. 그러나 2019년, 대구광역시는 낙후되었던 서대구역의 주변에 광장을 조성하는 계획을 다시 추진하기 시작했고 여러 행정적이고 법적인 절차를 모두 통과해서 2024년 2월, 모든 세입자를 합법적으로 강제로 철거하는 것에 성공했다.
그러나 서대구역의 주변에서 벌어지는 여러 사업들은 2024년 현재 여러 이유 때문에 진행이 지연되고 있다. 그렇지만 홍준표 시장은 서대구역세권 지역을 대구 미래 50년의 성장 거점으로 육성한다고 했다.

## 논란
2023년 10월, 매일신문은 서대구역 폐기물 재매립 의혹과 지반 침하 논란을 단독 보도했다. 서대구역 버스 정류장의 아스팔트 도로가 움푹하게 패인 현상이 일어났고 지반 침하를 주장하는 환경단체와 버스의 하중 때문에 아스팔트가 변형된 것이라고 주장하는 대구광역시가 대립했다.
2024년 4월, 서대구역은 개통 당시인 2022년보다 이용객이 많이 증가했고 편의시설도 확충됐지만, 여전히 주차장이 비좁다는 평가를 받았다. 2024년 3월 기준으로 서대구역의 주차 공간은 남측 171면과 북측 49면을 합친 220면에 불과한데, 동대구역은 3,300면이라는 사실과 견주면 15배나 차이가 나는 것이다. 실제로 서대구역은 자가용으로 출입하는 이용객들이 많은데, 개업 초기에 조성한 남측 시내버스 정류장 밑의 중앙 공영주차장은 주말휴일에 대기차량이 많아서 혼잡한 편이다. 이 때문에 2024년 11월 서대구역네거리 쪽에 주차장이 추가됐다.

## 인접한 역
| KTX                  | KTX                           | KTX                 |
| -------------------- | ----------------------------- | ------------------- |
| 김천(구미) 행신 방면 | KTX 경부선 · 경부선 구포 경유 | 동대구 부산 방면    |
| 김천(구미) 행신 방면 | KTX 경전선                    | 동대구 진주 방면    |
| SRT                  |                               |                     |
| 김천(구미) 수서 방면 | SRT 경부선                    | 동대구 부산 방면    |
| 대경선 (경부선)      |                               |                     |
| K113 왜관 구미 방면  | ● 대경선                      | K115 대구 경산 방면 |

## 역 주변
| 나가는 곳 | 방면                            |
| --------- | ------------------------------- |
| 1         | 남측주차장 1광장                |
| 2         | 북측주차장 2주차장 염색산업단지 |